# Talsperre Génissiat
Die Talsperre Génissiat ist eine Gewichtsstaumauer, die die Rhone bei Injoux-Génissiat, etwa 40 km unterhalb des Genfersees, zu einem schmalen See von ca. 20 km Länge aufstaut. Bei ihrer Fertigstellung 1948 war das mit ihr verbundene Kraftwerk die größte Wasserkraftanlage Europas.

## Technische Informationen
Die Talsperre Génissiat wird von der Compagnie nationale du Rhône (CNR) betrieben. Die Staumauer besteht aus 440.000 Kubikmeter Beton. Sie ist 104 Meter hoch und an ihrer Oberkante 165 Meter lang. Unten ist sie 57 Meter, oben 9 Meter dick. Der aufgestaute See hat ein Volumen von 53 Millionen Kubikmeter.
Das Laufwasserkraftwerk am Fuß der Staumauer verfügt über sechs Einheiten mit senkrechten Francis-Turbinen einer maximalen Leistung von je 66 MW. Die elektrische Energie wird auf 220 kV hochgespannt und über Einrichtungen der Électricité de France in das europäische Stromnetz eingespeist. Die durchschnittliche jährliche Energieproduktion liegt bei 1,7 Milliarden kWh.

## Baugeschichte

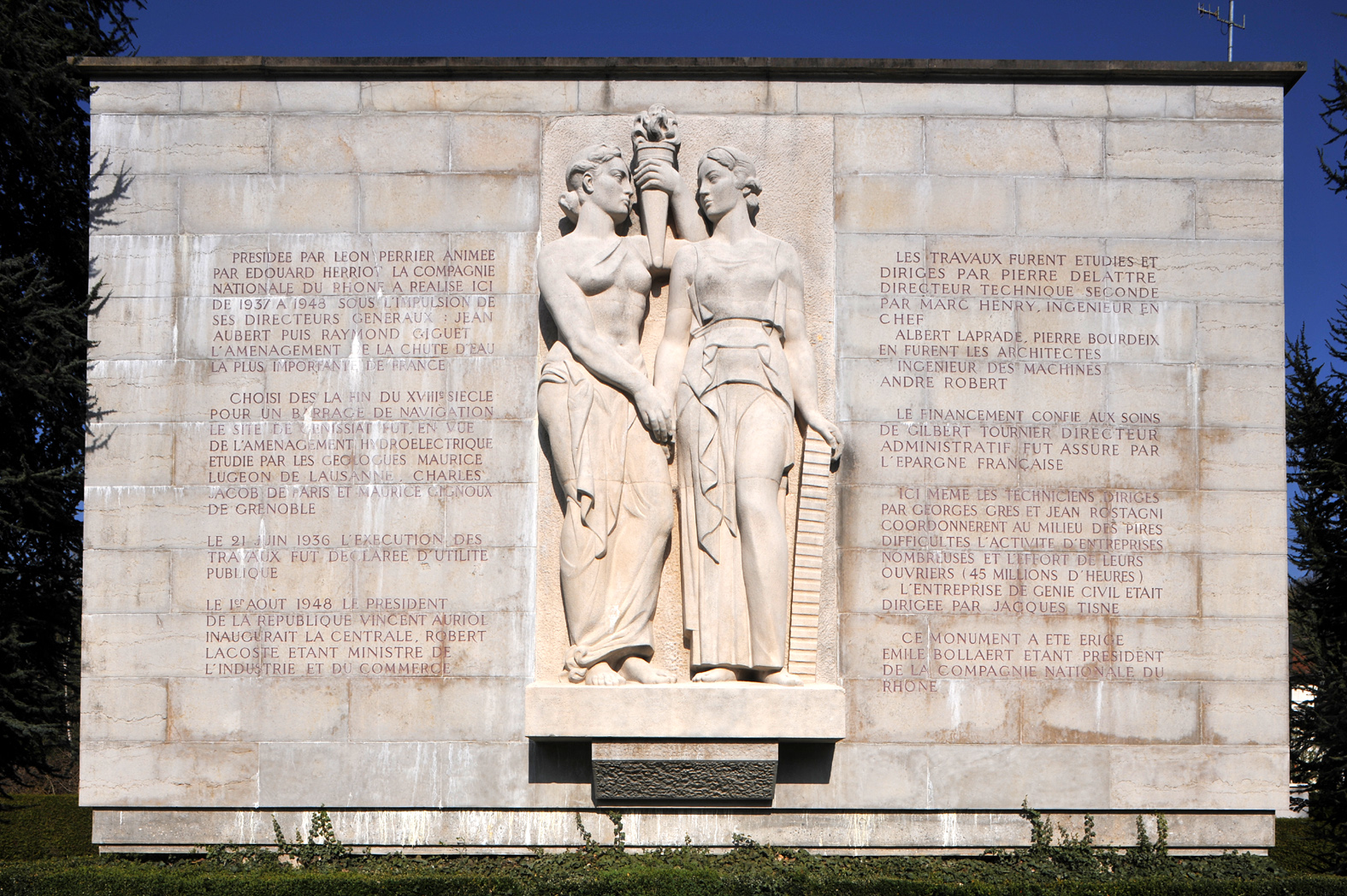
Gedenkstein, Ostseite

Bereits 1902 hatte Léon Mähl vorgeschlagen, bei Génissiat ein Wasserkraftwerk zu errichten, das Paris mit Strom versorgen sollte. Die Bauarbeiten begannen 1937 als erstes Kraftwerksprojekt der 1933 gegründeten CNR. Architekten waren Albert Laprade, Pierre Bourdeix, Jean Vernon und Bruno Philippe. Der Bau der Staumauer wurde von einem eigens hierfür gegründeten Firmenkonsortium ausgeführt. Bis zum Frühjahr 1939 hatte man zwei unterirdische Kanäle fertiggestellt, die die Rhône auf einer Länge von 600 Metern aus ihrem Bett herausführten. Dies war erforderlich, damit die Fundamente der Staumauer gelegt werden konnten. Während der Besetzung Frankreichs im Zweiten Weltkrieg wurde die Baustelle geflutet und die Bauarbeiten ruhten. Bis zur Befreiung war die Baustelle ein lokales Zentrum der Résistance in der Region. Die Bauarbeiten wurden im Sommer 1945 wieder aufgenommen. Im Sommer 1946 waren 3.000 Arbeiter im Einsatz und verbauten 300.000 Kubikmeter Beton. Die Staumauer wurde Ende 1947 fertiggestellt und der See am 19./20. Januar 1948 innerhalb von nur 36 Stunden mit Wasser gefüllt. Das Kraftwerk wurde durch Hochspannungsleitungen mit Paris und Lyon verbunden. Am 19. März 1948 speiste es erstmals Strom ein. Bei der offiziellen Einweihung am 1. August 1948 bezeichnete der französische Präsident Vincent Auriol den Bau als französisches Niagara und nannte ihn ein Beispiel für den Wiederaufbau Frankreichs.
Durch das Aufstauen der Rhone wurde die Versickerungsstrecke Pertes du Rhône überflutet, die vormals eine bedeutende Touristenattraktion war.